# Молодники (посёлок железнодорожной станции)
Молодники — посёлок при железнодорожной станции в Гороховецком районе Владимирской области России, входит в состав Куприяновского сельского поселения.

## География
Посёлок расположен в 7 км на юг от центра поселения деревни Выезд и в 11 км на юг от Гороховца, близ деревни Молодники. Железнодорожная платформа Молодники на линии Ковров — Нижний Новгород.

## История
Посёлок входил в состав Куприяновского сельсовета, с 2005 года в составе Куприяновского сельского поселения.

## Население
| 2002 | 2010 | 2021 |
| ---- | ---- | ---- |
| 8    | ↘0   | ↗1   |